# 斎藤元秀
斎藤 元秀（さいとう もとひで、1948年 - ）は、日本の国際政治学者。専門は、ロシア外交・国際関係論、特に日露関係・中露関係・米露関係などに精通。
北海道函館市出身。慶應義塾大学大学院法学研究科修士課程・博士課程修了。フルブライト奨学金全額給費生としてコロンビア大学大学院政治学部博士課程に留学し、1986年Ph.D.(国際関係論）取得。
杏林大学総合政策学部教授、北海道大学スラブ研究センター客員教授、慶應義塾大学非常勤講師など歴任。コロンビア大学東アジア研究所Honorary Fellow。

## 著書

### 単著
- 『ロシアの外交政策』（勁草書房, 2004年）
- 『ロシアの対日政策』(上)、(下) (慶應義塾大学出版会, 2018年)

### 編著
- 『東アジア国際関係のダイナミズム』（東洋経済新報社, 1998年）

### 共編著
- （田久保忠衛・平松茂雄）『テロの時代と新世界秩序』（時事通信社, 2002年）

### 共訳書
- リチャード・ニュースタット・アーネスト・メイ『ハーバード流歴史活用法――政策決定の成功と失敗』（三嶺書房, 1996年）

## 論文

### 雑誌論文
- 「日米安保条約改定とソ連の対日政策」『法学研究』53巻5号（1980年）
- 「ソ連と占領下日本」『ソ連・東欧学会年報』16号（1987年）
- 「占領期におけるソ連の対日政策――基本構造とその動態」『ソ連研究』6号（1988年）
- 「ゴルバチョフ対日『新思考』外交の軌跡と評価」『法学研究』65巻2号（1992年）
- 「ロシアの対中ならびに対朝鮮半島政策と武器輸出、核拡散問題」『外交時報』1312号（1994年）
- 「戦後日米関係の軌跡（6） 衝撃から調整へ――『新日米パートナーシップ』の登場」『外交時報』1316号（1995年）
- 「ロシアの朝鮮半島政策の検証」『ロシア研究』24号（1997年）
- 「日本に接近するロシア」『外交時報』1348号（1998年）
- 「プーチン政権のアジア太平洋政策」『国際問題』485号（2000年）
- 「同時多発テロ以後のプーチンの北朝鮮政策」『海外事情』50巻12号（2002年）
- 「プーチンのアジア政策の新展開――日印両国にとっての意味」『杏林社会科学研究』20巻3号（2004年）
- 「旧ソ連地域と大国の関係――利害の錯綜と新たな現実」『国際問題』544号（2005年）
- 「プーチンの北東アジア政策の現段階――朝鮮半島政策と対日政策を中心に」『国際情勢』75号（2005年）
- 「『対日戦勝国外交』とプーチン訪日」『国際情勢』76号（2006年）
- 「ブッシュ政権と『9・11』後の米露関係」『国際政治』150号（2007年）
- 「スターリンの外交戦術とソ連対日参戦(上・下)」『杏林社会科学研究』24巻3・4号（2008年）
- 「双頭体制下のロシア外交――『米国要因』と『中国要因』を中心に」『ロシア・東欧研究』37号（2008年）
- 「プーチンの『東方外交』の検証――2007年における対中・対朝鮮半島政策を中心に」『国際情勢』78号（2008年）
- 「双頭体制下のロシアの東方外交――対日・対朝鮮半島政策を中心に」『国際情勢』79号（2009年）
- 「米露リセット時代のタンデム政権の外交政策」『法学新報』117巻11・12号（2011年）
- 「プーチンのシリア政策」『海外事情』61巻11号（2013年）
- 「『日露２プラス２』の始動－日露の思惑と中国の反応－」『アジア時報』492号（2013年）
- 「ウクライナ危機とプーチンの戦略」『アジア時報』495号（2014年）
- 「ウクライナ危機発生後の日露関係（上）、（下）」『修親』660号および661号（2014年）
- 「クリミア併合後の中露関係」『法学新報』第123巻第7号 (2017年)
- 「ロシアの北朝鮮政策」『平成28年度安全保障国際シンポジウム報告書』、防衛研究所、2017年

### 単行本所収論文
- 「日ソ関係の軌跡」小此木政夫・赤木完爾編『冷戦期の国際政治』（慶應通信, 1987年）
- 「ロシアのアジア政策と武器輸出、核拡散問題」今井隆吉・田久保忠衛・平松茂雄編『ポスト冷戦と核』（勁草書房,  1995年）
- 「アメリカの対ソ・対露政策」五味俊樹・滝田賢治編『現代アメリカ外交の転換過程』（南窓社,  1999年）
- 「米ソ冷戦と日本外交」田久保忠衛・太田正利・平松茂雄編『日本外交の再点検――検証「吉田ドクトリン」』（時事通信社, 2000年）
- 「プーチンの北朝鮮政策と朝鮮半島の平和」木村汎・佐瀬昌盛編『プーチンの変貌？――9・11以後のロシア』（勉誠出版, 2003年）
- 「グローバリゼーション時代のロシアのアジア太平洋政策」滝田賢治編『グローバル化とアジアの現実』（中央大学出版部，2005年）
- 「米中接近とソ連」増田弘編『ニクソン訪中と冷戦構造の変容――米中接近の衝撃と周辺諸国』（慶應義塾大学出版会, 2006年）
- 「朝鮮半島危機とロシア」小此木政夫編『現代東アジアと日本（3）危機の朝鮮半島』（慶應義塾大学出版会, 2006年）